# Rälsbrott
Ett rälsbrott är en skada i ett järnvägsspår som innebär att en räl brister. Rälsbrott kan dels uppstå i vanliga räler men även i växlar och plankorsningar. Oftast uppträder rälsbrott som en vertikal öppning genom rälen. Dock förekommer det även mer komplicerade rälsbrott, exempelvis kan öppningen vara "sågtandsformad". Även rälsbrott där rälshuvudet faller bort förekommer.

## Konsekvenser av rälsbrott
Det är ovanligt att rälsbrott leder till urspårningar eller andra olyckor, men om rälsbrottet exempelvis sker i en kurvas ytterräl eller om rälsbrottet leder till att rälshuvudet lossnar föreligger det en akut urspårningsrisk. Utomlands finns det flera exempel på olyckor som orsakats av rälsbrott, exempelvis kan de brittiska olyckorna i Hatfield (år 2000, 4 döda) och Hither Green (år 1967, 49 döda) nämnas.
Förutom de säkerhetsmässiga konsekvenserna orsakar rälsbrott ofta omfattande störningar i tågtrafiken.

## Orsaker till rälsbrott
Rälsbrott kan ha flera orsaker. Det är vanligt att någon av riskfaktorerna samverkar.
- Skador på rälen.

Ett rälsbrott kan utvecklas från någon typ av skada på rälen. Skadan kan exempelvis vara ett rostangrepp eller en skada i rälshuvudet (orsakad av exempelvis en hjulplatta eller att tågen kört över något mindre föremål som legat på rälerna).
- Tillverkningsfel

Det förekommer olika typer av tillverkningsfel i räler (fel stålkvalitet, porbildning med mera) som kan bidra till uppkomsten av rälsbrott.
- Felaktigt utförande

Felaktigt utförda svetsskarvar eller påsvetsningar samt vårdslös hantering av räler kan bidra till uppkomst av rälsbrott.
- För hög spänningsfri temperatur.

Om den spänningsfria temperaturen i ett helsvetsat spår är för hög kommer rälen vid låga temperaturer att utsättas för onormalt stora dragspänningar något som kan leda till rälsbrott. Det faktum att kall väderlek leder till dragspänningar i spåret är även orsaken till att rälsbrott oftare förekommer under vintern än under sommaren.
I princip är det dock att föredra en något för hög spänningsfri temperatur framför en för låg spänningsfri temperatur. Orsaken till detta är att en för låg spänningsfri temperatur kan leda till  solkurvor något som är en betydligt större säkerhetsrisk än rälsbrott.

## Åtgärder vid rälsbrott
Ett upptäckt rälsbrott måste åtgärdas innan tågtrafiken kan tillåtas passera. Åtgärden kan antingen vara provisorisk eller permanent. En provisorisk åtgärd är exempelvis att montera särskilda så kallade skarvjärn som håller ihop den skadade rälen (ungefär som en skarv i ett skarvspår). En provisorisk reparation kräver i regel dels att tågens hastighet begränsas (normalt till 40 km/h) dels att den provisoriska reparationen hålls under uppsikt.
Rälsbrott i växlar är särskilt problematiska att åtgärda. Dels är det i regel inte möjligt att göra provisoriska reparationer dels är det ofta svårt att snabbt få fram de reservdelar som krävs för en permanent åtgärd. Det är inte ovanligt att det tar flera timmar innan ett rälsbrott i en växel är åtgärdat.

## Åtgärder för att undvika kommande rälsbrott
Vissa rälsbrott upptäcks automatiskt av järnvägens säkerhetssystem. På de flesta järnvägsspåren används spårledningar - I-räl - för att kontrollera om ett spår är hinderfritt. Dessa spårledningar är fastlödda i var sin ände av ett blocksegment. Om rälsen brister bryts den elektriska förbindelsen vilket tolkas som att hinder finns och ger stoppsignal.
Vid elektrifierade banor återleds strömmen från den andra rälen - S-rälen. Det betyder att vid ett rälsbrott kan under vissa omständigheter brottet bli spänningsförande. Man måste därför alltid skyddsjorda rälsändarna med en kabel när man delar eller monterar en skarv. 
Den viktigaste preventiva åtgärden mot rälsbrott är att genomföra regelbundna besiktningar av rälerna. Den vanligaste metoden för att besikta räler är att genomföra kontroller med hjälp av ultraljud. Normalt är ultraljudsutrustningen monterad på ett spårgående fordon som i måttlig hastighet (30 - 60 km/h) framförs på spåret. Ultraljudspulser sänds ut från sändare som är placerade i vätskefyllda hjul som rullar på rälen. Ultraljudspulsen reflekteras mot rälernas sidor samt i förekommande fall även mot eventuella fel (sprickor, porer m.m.). Den återvändande ultraljudspulsen tas emot av en mottagare och pulsen analyseras av särskild analysutrustning. Efter analys kan man bedöma om eventuella defekter kräver åtgärd eller om de är så små att de kan lämnas utan åtgärd.
Upptäckta fel åtgärdas i regel genom att den feldrabbade rälsbiten eller växeldetaljen byts ut. 
Trafikverkets spår kontrolleras med ultraljud med jämna mellanrum. Intervallen mellan två kontroller är 0,5 - 4 år beroende på banans belastning samt största tillåtna hastighet.